# Eetu Vertainen
Eetu Vertainen (Espoo, 11 maggio 1999) è un calciatore finlandese, attaccante della Triestina.

## Caratteristiche tecniche
È una seconda punta.

## Palmarès

### Club

#### Competizioni nazionali
- Campionato finlandese: 2

HJK: 2018, 2020
- Coppa di Finlandia: 1

HJK: 2020